# Barratta Creek
Barratta Creek är ett vattendrag i Australien. Det ligger i delstaten Queensland, omkring 1 100 kilometer nordväst om delstatshuvudstaden Brisbane.
Runt Barratta Creek är det mycket glesbefolkat, med 4 invånare per kvadratkilometer. Savannklimat råder i trakten. Genomsnittlig årsnederbörd är 1 220 millimeter. Den regnigaste månaden är mars, med i genomsnitt 308 mm nederbörd, och den torraste är september, med 2 mm nederbörd.